# Episyrphus praefica
Episyrphus praefica är en tvåvingeart som först beskrevs av Mario Bezzi 1928.  Episyrphus praefica ingår i släktet flyttblomflugor, och familjen blomflugor. Inga underarter finns listade i Catalogue of Life.